# Molí Vell de Passerell
El Molí Vell de Passerell fou un molí al municipi de Moià, a la comarca del Moianès. És al nord-est de la vila de Moià, a prop i al sud-est de la masia de Passerell, a l'esquerra de la riera de Passerell. Queda just a la cua de l'Embassament de Molí Nou. Queda al nord, aigües amunt, del Molí Nou de Passerell. Actualment queden poques restes visibles del molí vell.